# Smetanova síň
Smetanova síň Obecního domu hlavního města Prahy na náměstí Republiky je secesní koncertní sál pro 1200 diváků, jenž je také hlavním koncertním sálem Symfonického orchestru hlavního města Prahy FOK.

## Dějiny
Smetanova síň Obecního domu vznikla v letech 1905–⁠⁠⁠⁠⁠1912 podle návrhu architektů Antonína Balšánka a Osvalda Polívky a na její výzdobě se podílela řada významných umělců. Slavnostně otevřena byla 5. ledna 1912. V letech 1992–⁠⁠⁠⁠⁠1994 prošla s celou budovou důkladnou rekonstrukcí.

## Popis
Smetanova síň je umístěna v patře a zabírá téměř celé střední křídlo budovy až do střechy. Vstupuje se do ní několika vchody, hlavní vstup je z ústředního foyer v prvním patře. Sál má zhruba obdélný půdorys s obloukovitě zakončenými kratšími stranami. Nad hlavním vchodem (ze strany Náměstí Republiky) je hlavní balkon, na opačné straně pódium a varhany. Po delších stranách jsou v širokých segmentovitých výklencích lóže, balkony a nahoře galerie, kterým se podle jejich tvaru říká „mušle“. Strop sklenutý plackou na čtyři rohové pilíře má uprostřed velké eliptické okno.
Sochařskou výzdobu tvoří dvě štuková sousoší po stranách pódia, „Vyšehrad“ a „Slovanské tance“ od Ladislava Šalouna. Reliéfy na parapetech balkonů a galerií od Josefa Nováka představují české skladatele. Další plastiky a štuky jsou od Ladislava Kofránka a Josefa Kalvody. Malby na stropě a na stěnách (alegorie Hudby, Tance, Poezie a Drama) jsou od Karla Špillara.
Varhany v opačném čele sálu vyrobila roku 1912 firma Jan Tuček z Kutné Hory. Varhany mají tři manuály, 72 rejstříků a přes 4000 píšťal.
Smetanova síň a celý Obecní dům je pozoruhodně zachovaný celek secesního umění, od architektury, plastik a maleb až po drobná díla uměleckých řemesel vynikající kvality, jako jsou svítidla, lustry nebo mříže. I poslední rekonstrukce pečlivě dbala na to, aby byl sál obnoven přesně v původní podobě i s těmito detaily. Konzervativní, spíše novobarokní architekturu se secesní výzdobou následující generace českých umělců v meziválečné době ostře odmítala, díky nedávnému oživení zájmu o secesi však přitahuje i Smetanova síň množství návštěvníků a turistů.

## Galerie

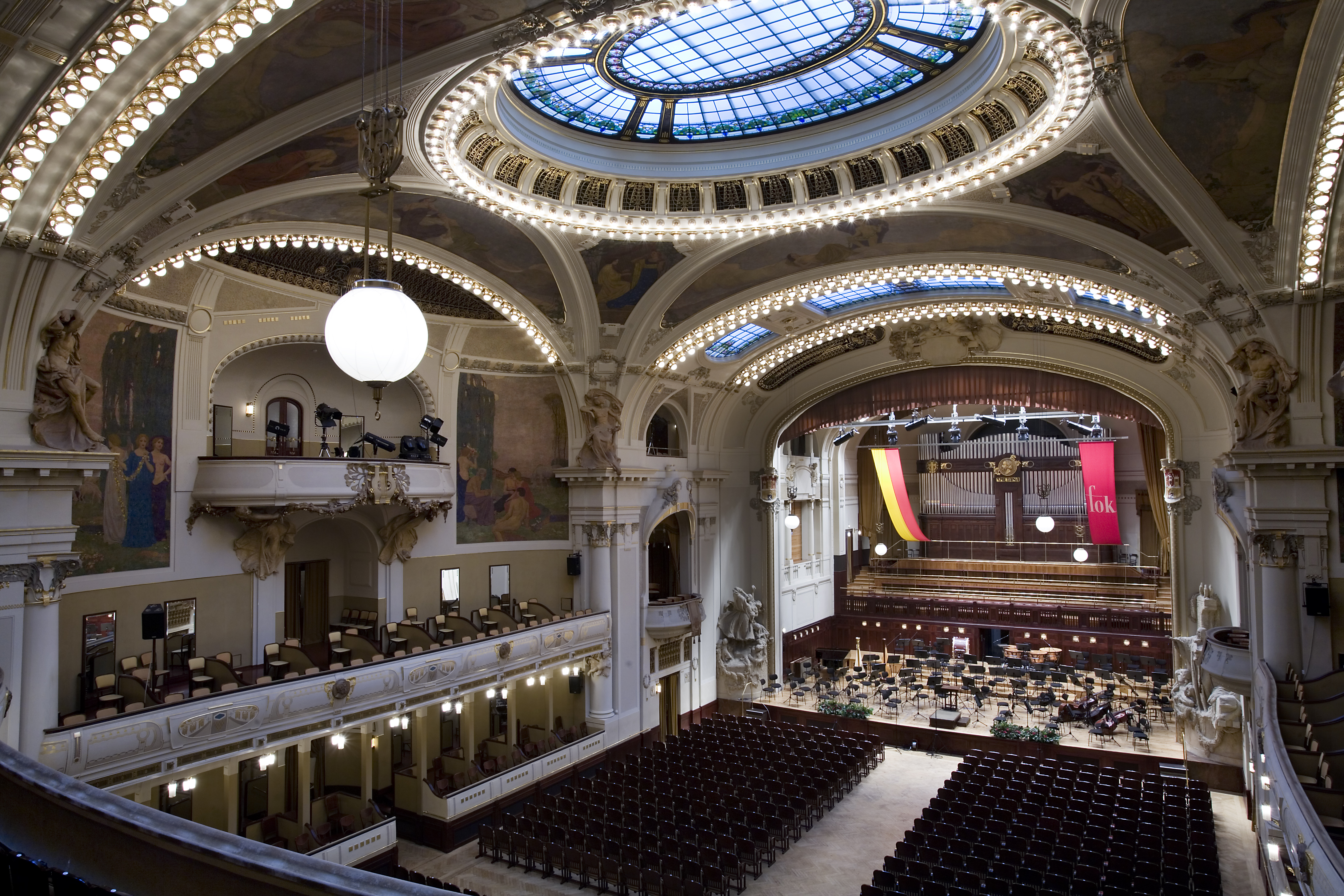
Smetanova síň
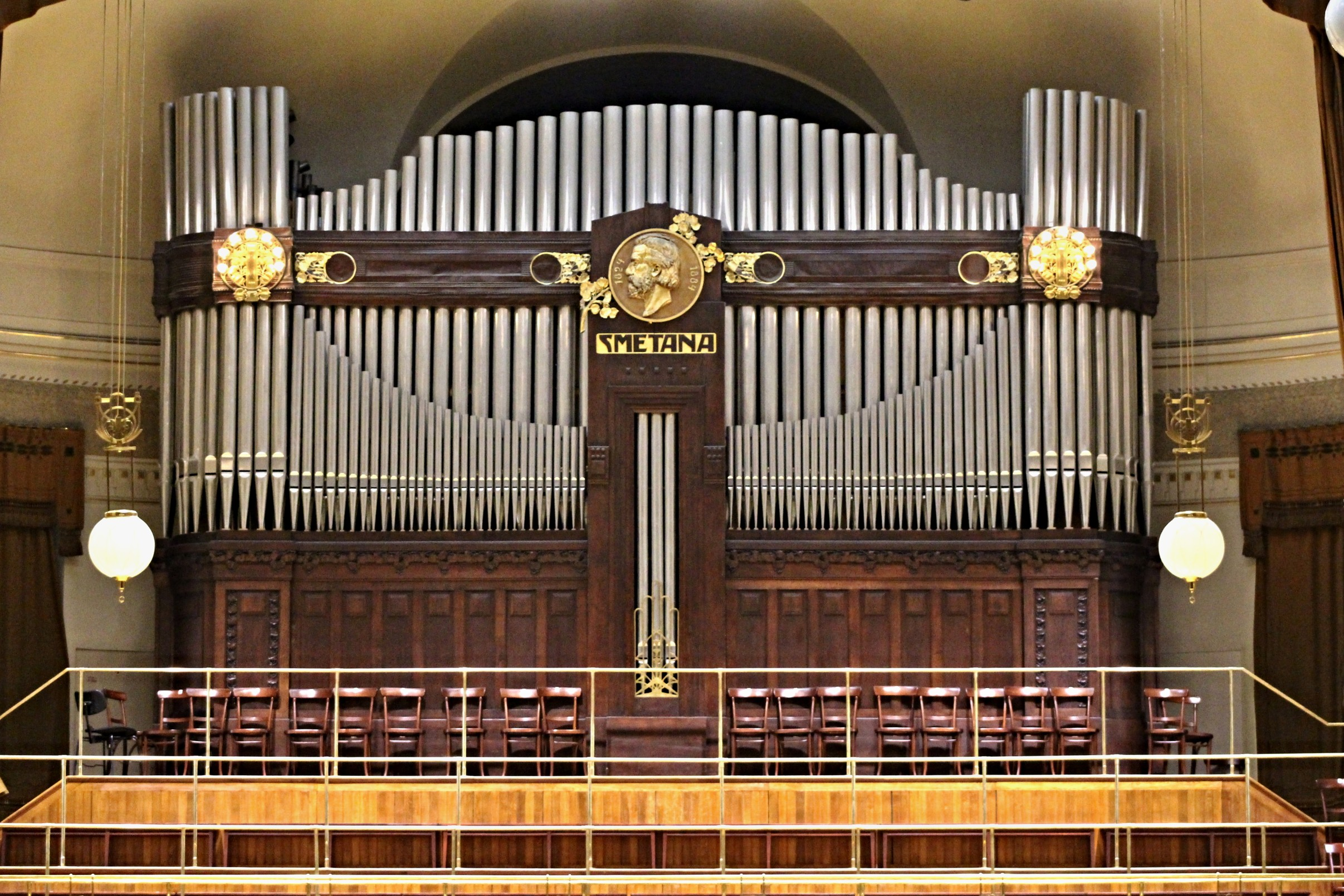
Varhany
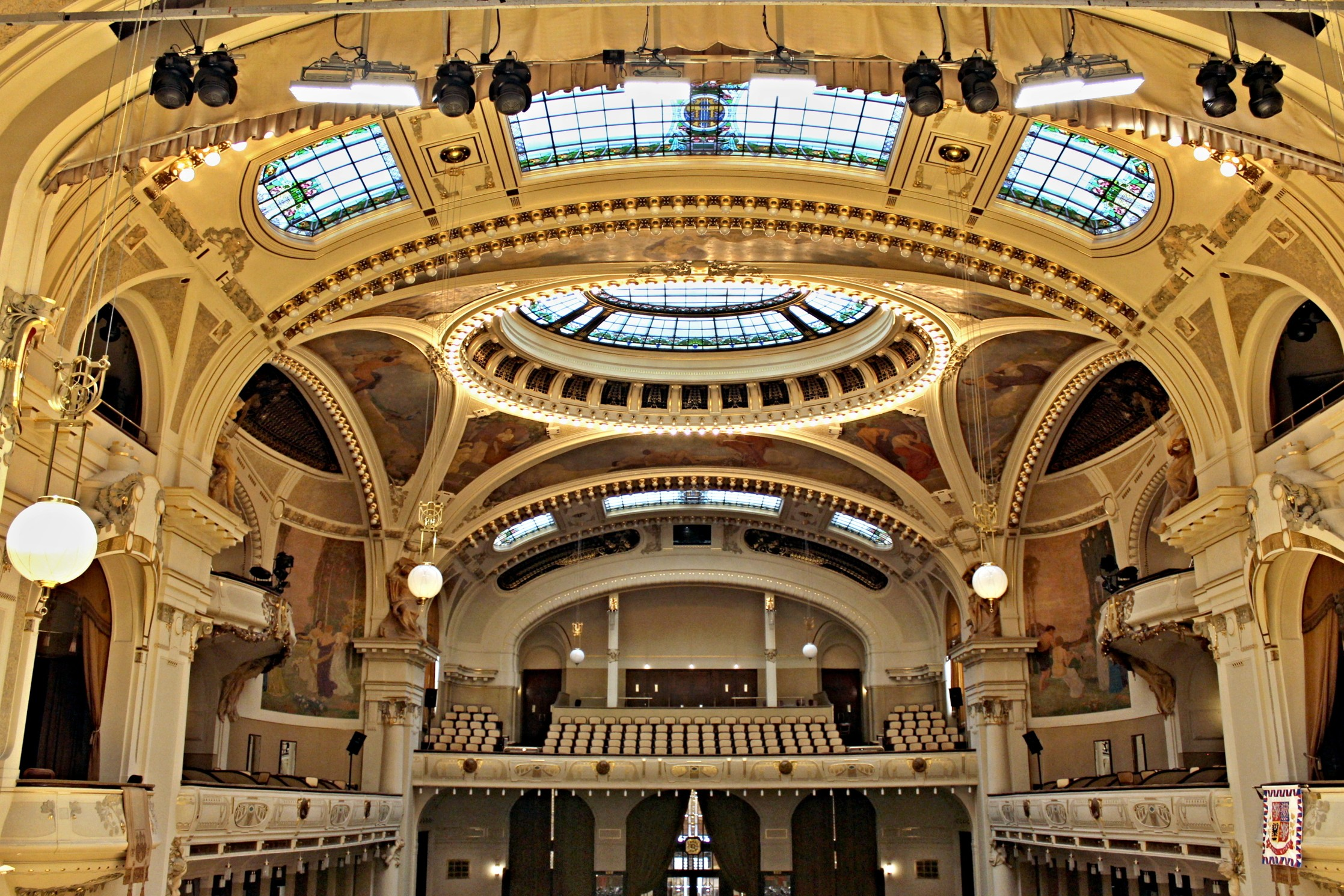
Smetanova síň, interiér

## Využití
Obecní dům a Smetanova síň je sídlem Symfonického orchestru FOK, konají se zde ale i koncerty jiných symfonických orchestrů a pěveckých sborů, koncerty populární hudby, plesy i velká slavnostní shromáždění. Bývají zde velké koncerty Pražského jara a další.